# Огул-Гаймиш
Огул-Гаймиш (? - 1251) була хатун (перс. خاتون - Khātūn) тобто мала жіночий титул рівнозначний титулу  Великого монгольського хана.

## Правління
Була тимчасовою регенткою Монгольської імперії після смерті свого чоловіка Ґуюка сина Уґедея внука Чингісхана у 1248 - 1251 роках. Походила з народу меркітів. Народила Гуюку два сини Хоя і Наку. 
Під час її регентства приймає послів від Луї IX на чолі з Андре де Лонжюмо з метою створення союзу проти мусульман які прибули на заклик її чоловіка. Однак переговори не відбулися успішно. Після того як новим Великим монгольським ханом за підтримки Батия вибрано Мунке Огул-Гаймиш спробувала його скинути з трону. Однак це не вдалося і після невдалого замаху її схопили та втопили в ріці.